# Вомбжезький повіт
Вомбжезький повіт (пол. powiat wąbrzeski) — один з 19 земських повітів Куявсько-Поморського воєводства Польщі.
Утворений 1 січня 1999 року в результаті адміністративної реформи.

## Загальні дані
Повіт знаходиться у північно-східній частині воєводства.
Адміністративний центр — місто Вомбжезьно.
Станом на 1.01.2008 населення становить 34 763 осіб, площа 501,95 км².

## Демографія
Демографічні дані повіту станом на 30.06.2005:
|       | Всього | Всього | Жінки  | Жінки | Чоловіки | Чоловіки |
| ----- | ------ | ------ | ------ | ----- | -------- | -------- |
|       | осіб   | %      | осіб   | %     | осіб     | %        |
| Повіт | 35 023 | 100    | 17 880 | 51,1  | 17 143   | 48,9     |
| Міста | 13 937 | 100    | 7354   | 52,8  | 6583     | 47,2     |
| Села  | 21 086 | 100    | 10 526 | 49,9  | 10 560   | 50,1     |